# Jardim Presidente Dutra
Jardim Presidente Dutra é um distrito do município brasileiro de Guarulhos, que integra a Região Metropolitana de São Paulo no estado de São Paulo.

## História

### Formação administrativa
- Decreto nº 46.040 de 01/03/1966 - Cria a 13.ª Subdelegacia de Polícia - Jardim Presidente Dutra - no distrito e município de Guarulhos[3].
- Pedido para criação do distrito através de processo que deu entrada na Assembléia Legislativa do Estado de São Paulo no ano de 1979, mas como não atendia os requisitos necessários exigidos por lei para tal finalidade o processo foi arquivado[4].
- Distrito criado pela Lei n° 3.198, de 23/12/1981, com sede no bairro de igual nome e com território desmembrado do distrito de Guarulhos[5][6].
- Alteração dos territórios dos distritos de Guarulhos e de Jardim Presidente Dutra pelo artigo 6º da Lei nº 4.954, de 27/12/1985.[7]

### Pedidos de emancipação
O distrito tentou a emancipação político-administrativa e ser elevado à município, através de processo que deu entrada na Assembléia Legislativa do Estado de São Paulo duas vezes no ano de 1988, mas como não atendia os requisitos necessários exigidos por lei para tal finalidade, o processo foi arquivado. Tentou novamente em 1993, com o mesmo resultado, sendo arquivado por falta de requisitos. Em 1999 entrou com outro pedido de emancipação, mas o processo encontra-se com a tramitação suspensa.

## Geografia

### Localização
O distrito localiza-se ao lado do Aeroporto Internacional de São Paulo, com perímetro delimitado pela cerca do mesmo, junto ao Rio Baquirivu-Guaçu e outros córregos e estradas, como diz a Lei nº 4.954.

### Demografia

#### População urbana
| Crescimento população urbana | Crescimento população urbana | Crescimento população urbana | Crescimento população urbana |
| Censo                        | Pop.                         |                              | %±                           |
| ---------------------------- | ---------------------------- | ---------------------------- | ---------------------------- |
| 1991                         | 228 770                      |                              | —                            |
| 2000                         | 372 701                      |                              | 62,9%                        |
| 2010                         | 437 241                      |                              | 17,3%                        |
| Fonte: IBGE e Fundação SEADE |                              |                              |                              |

#### População total
Pelo Censo 2010 (IBGE) a população total do distrito era de 437 241 habitantes.

### Área territorial
A área territorial do distrito é de 78,148 km².

### Rodovias
O distrito é cortado pelas rodovias Presidente Dutra (BR-116) e Ayrton Senna (SP-70).

### Subdivisão
Dos 46 bairros administrativos de Guarulhos, 8 deles fazem parte do distrito, são eles: Água Chata, Aracília, Bonsucesso, Cumbica, Pimentas, Presidente Dutra (bairro homônimo e sede), Sadokim e Vila Any.

## Serviços públicos
O distrito dispõe de uma ampla rede de supermercados e alguns outros mini-mercados, além de escolas, postos de saúde, padarias, pronto-socorros, academias, farmácias, agências bancárias, pet shops, agências de veículos auto-motores, etc. Também conta com três pontos de lazer públicos: a Praça Orobó, a Praça do Caxia, e o CEU Presidente Dutra.

### Registro civil
Atualmente é feito no próprio distrito, pois o Cartório de Registro Civil das Pessoas Naturais ainda continua ativo em Cumbica..

### Saneamento
O serviço de abastecimento de água é feito pela Companhia de Saneamento Básico do Estado de São Paulo (SABESP).

### Energia
A responsável pelo abastecimento de energia elétrica é a EDP São Paulo, antiga Bandeirante Energia.

### Telecomunicações
O distrito era atendido pela Telecomunicações de São Paulo (TELESP), que inaugurou as centrais telefônicas utilizada até os dias atuais. Em 1998 esta empresa foi vendida para a Telefônica, que em 2012 adotou a marca Vivo para suas operações.

## Religião
O Cristianismo se faz presente no distrito da seguinte forma:

### Igreja Católica
- Com uma presença marcante do regionalismo nordestino católico, a Paróquia de Santa Cruz e a Capela de São Benedito realizam anualmente festividades típicas nos meses de junho e julho, assim como procissões e peças teatrais durante a semana santa. Faz parte da Diocese de Guarulhos[25].

### Igrejas Evangélicas
- Assembleia de Deus.
- Congregação Cristã no Brasil[26].